# Devipur
Devipur – gaun wikas samiti we wschodniej części Nepalu w strefie Sagarmatha w dystrykcie Siraha. Według nepalskiego spisu powszechnego z 2001 roku liczył on 636 gospodarstw domowych i 3542 mieszkańców (1768 kobiet i 1774 mężczyzn).